# Moskvitch G2
El Moskvitch G2 fue un automóvil de carreras de Moskvitch basado en el modelo anterior, Moskvitch G1. Este auto tenía un diseño más aerodinámico de lo que era el anterior monoplaza y podía alcanzar los 223 km/h. Fue diseñado por I.A. Gladilin y I.I. Okunev.
En lugar de un automóvil con ruedas abiertas, ahora estaba equipado con un cuerpo aerodinámico (araña o techo rígido) y era capaz de alcanzar una velocidad máxima de 223 km/h. Fue impulsado por un motor de cabeza plana de 4 cilindros en línea de 70 hp (52 kW) y 1074 cc en línea derivado del motor de la serie 407 utilizado en el 407. El peso total era de 660 kg. Se instaló un tanque de combustible de 120 L al lado del conductor, hacia la parte delantera del automóvil. Los frenos, la suspensión y las ruedas se tomaron del Moskvitch 401. La velocidad máxima era de 224 km/h.
El G2 rompió varios récords en la URSS en 1956, en carreras de larga distancia. En 1959, se reemplazó el motor con una unidad basada en el motor del Moskvitch 407 y se instaló una barra antivuelco sobre el asiento del conductor. En ese año obtuvo el campeonato de Rusia en la categoría de menos de 2500cc. Solo se construyeron 2 unidades, que dejaron de operar en 1960. El G2 fue desmantelado a finales de 1963.